# Fender Jazzmaster
Fender Jazzmaster är en elgitarr designad som ett lyxigare syskon till Fender Stratocaster. Modellen introducerades vid 1958 års NAMM Show och riktade sig från början till jazzgitarrister men visade sig även bli populär inom surfrocken på 1960-talet, och senare indie och alternativa rockgenrerna på 1980- och 1990-talet. Den förväxlas ofta med den snarlika om än tonalt olika Jaguar-modellen.
Jazzmasterns kännetecken är bland annat två feta single coil-pickuper, ibland förväxlade med Gibsons P-90-pickuper, vilka ger ett varmt och fylligt ljud.

## Artister associerade med Jazzmastern
Robert Smith från The Cure använde två Jazzmaster-gitarrer (som han kallade för Black Torty & White Torty) när han spelade in större delen av bandets tidiga material. J. Mascis från Dinosaur Jr. är en känd Jazzmaster-brukare, och har sedan 2007 en signaturmodell av gitarren. Mascis använder dock ett Tune-O-Matic-stall. Kevin Shields från My Bloody Valentine använder Jazzmastern som sin huvudgitarr och bandkompisen Bilinda Butcher använder den som alternativ till sina Jaguar-gitarrer. En närbild av en Jazzmaster syns på omslaget till gruppens kritikerrosade album Loveless (1991). Chris Stapleton använder ett antal olika Jazzmaster som sina huvudinstrument. Conny Nimmersjö, gitarrist i Bob Hund, spelar på en Jazzmaster tillverkad 1963.

## Signaturmodeller
- J. Mascis från Dinosaur Jr. (2007–)
- Elvis Costello (2008–)
- Lee Ranaldo från Sonic Youth (2009–)
- Thurston Moore från Sonic Youth (2009–)
- Troy van Leeuwen från bland annat Queens of the Stone Age (2014–)